# Ákos Buttykay

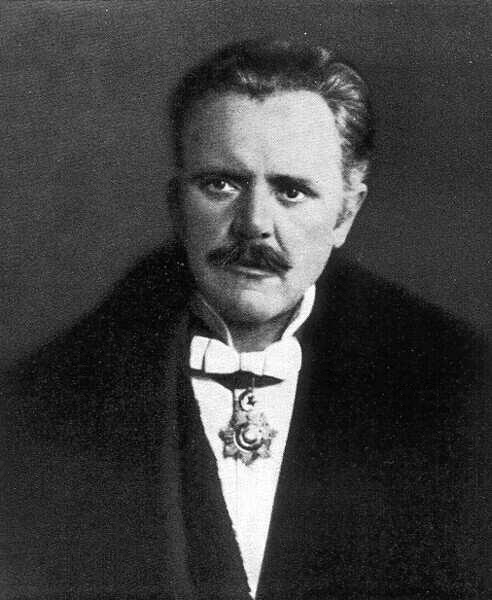
Ákos Buttykay ca. 1910

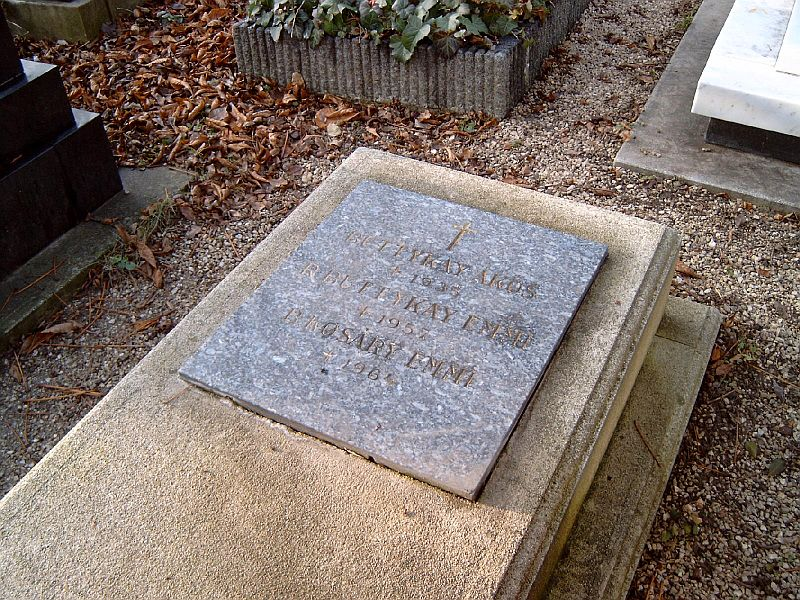
Grabstätte Buttykays auf dem Kerepescher Friedhof in Budapest

Ákos Buttykay [ˈaːkoʃ ˈbucːkɒ.i] (* 27. Juli 1871 in Halmi, damals Ungarn, heute Rumänien; † 26. Oktober 1935 in Debrecen) war ein ungarischer Komponist.
Buttykay war Schüler von Victor von Herzfeld, István Thomán und Bernhard Stavenhagen. Von 1907 bis 1923 war er Klavierlehrer an der Musikhochschule von Budapest.
Er komponierte eine Oper und fünf Operetten, zwei Sinfonien und eine sinfonische Dichtung, eine Ungarische Suite und eine Ungarische Rhapsodie, das Tongemälde Erzählung einer Sommernacht, ein Violinkonzert, Klavierstücke und Lieder.

## Bühnenwerke
- A bolygó görög (Der fliegende Grieche; Árpád Pásztor), große Operette op. 15 (1905 Budapest)
- A harang (Die Glocke; Buttykay/Pongrác Kacsoh, nach Árpád Pásztor), Singspiel (1907 Budapest) (zusammen mit Pongrác Kacsóh)
- A csibészkirály (auch: Pompom) (Der Gaunerkönig; Lajos Szél), Operette op. 16 (1907 Budapest)
- Hamupipőke (Aschenbrödel; Károly Bakonyi/Imre Földes/Andor Gábor), Feenmärchen op. 20 (1912 Budapest)
- Ezüst sirály (Die silberne Möwe; Liebesrausch (deutsche Bearbeitung von R. Bodanzky); Imre Földes/Andos Gábor), Operette (1920 Budapest)
- Olivia hercegnő (Prinzessin Olivia; Imre Földes/Miksa Brödy), Operette (1922 Budapest)
- A császárné apródja (Der Page der Kaiserin; Jenö Faragó/Imre Harmath), Operette (1925 Budapest)
- Happy End, Operette (1930 Budapest)